# Red Devil
Red Devil – jednostka osadnicza w Stanach Zjednoczonych, w stanie Alaska, w okręgu Bethel.